# Duvberg
Duvberg är en by i Svegs distrikt (Svegs socken) i Härjedalens kommun, Jämtlands län (Jämtland). Byn ligger vid änden av Länsväg 506, cirka 11 kilometer nordväst om tätorten Sveg.
Duvberg är med mycket gammal historia och trots viss nytillkommen bybyggelse Härjedalens bäst bevarade by. Byn är högt belägen i en brant sluttning nedanför berget Duvbergshammaren. Ursprungligen var Duvberg en fäbod, men övergick till att bli permanent bosättning på 1600-talet. En av byns gårdar bär det ovanliga namnet Anstalten, efter innevånaren Mårten Olsson, som då han frågades om råd eller hjälp nästan jämt använde ordet anstalt i sina svar.